# Pali się, moja panno
Pali się, moja panno (cz. Hoří, má panenko) – czechosłowacko-włoski komediodramat z 1967 roku w reżyserii Miloša Formana. Jeden z najsłynniejszych filmów czeskiej szkoły filmowej. Pierwszy obraz Formana zrealizowany na taśmie barwnej i zarazem jego ostatnie dzieło nakręcone przed wyemigrowaniem z Czechosłowacji.

## Fabuła
Na prowincji trwają przygotowania do corocznego balu strażaków. W tym roku jest specjalna okazja, ponieważ Królowa piękności ma wręczyć specjalną nagrodę za długoletnią służbę dla 86-letniego Alojza Vrany – byłego naczelnika. Dochodzi jednak do kompromitacji i wielu absurdalnych sytuacji: znikają fanty loteryjne, ginie pozłacany toporek dla strażaka, w końcu wybucha pożar.

## Obsada
- Jan Vostrčil – przewodniczący komitetu
- Josef Šebánek – członek komitetu
- Josef Valnoha – członek komitetu
- František Debelka – członek komitetu
- Josef Kolb – Josef
- Jan Stöckl – Alojzy Vrana, emerytowany przewodniczący komitetu
- Vratislav Čermák – członek komitetu
- Josef Řehořek – członek komitetu
- Václav Novotný – członek komitetu
- František Reinstein – członek komitetu
- František Paska – członek komitetu
- Stanislav Holubec – Karel
- Josef Kutálek – Ludva
- František Svet – Halevka
- Ladislav Adam – członek komitetu
- Antonín Blažejovský – Standa
- Stanislav Ditrich – Kelner
- Milada Ježková – żona Josefa
- Alena Kvetová – uczestniczka konkursu na Miss
- Anna Liepoldová – uczestniczka konkursu na Miss
- Miluše Zelená – uczestniczka konkursu na Miss
- Marie Slívová – piękna uczestniczka
- Hana Hanušová – Jarka

i inni

## Produkcja
Zdjęcia kręcono w mieście Vrchlabí w kraju hradeckim.

## Nagrody i nominacje
Oscary za rok 1968

- Najlepszy film nieangielskojęzyczny (nominacja)